# Widelec

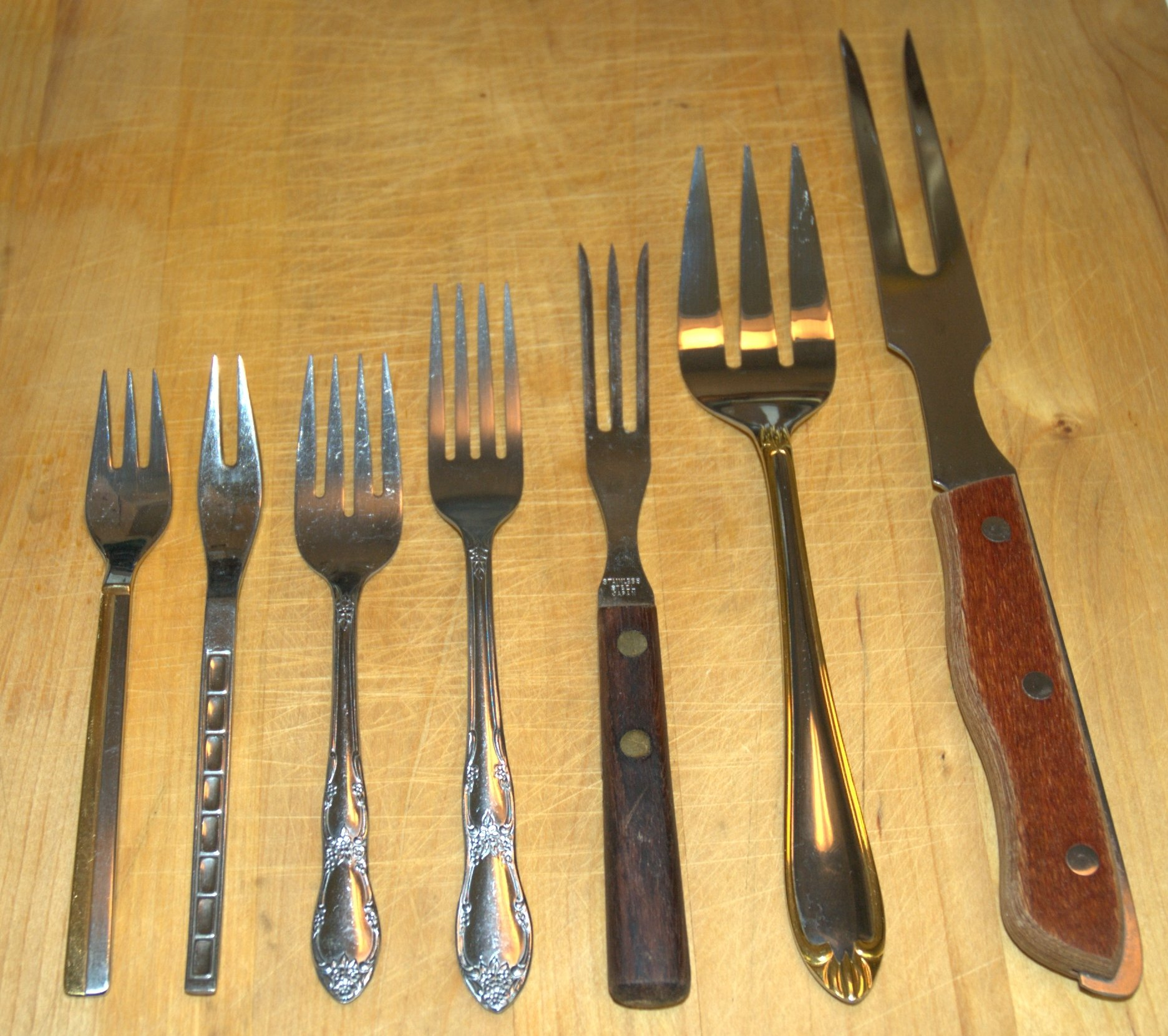
Rodzaje widelców: od lewej deserowy, do warzyw, do sałatek, stołowy, do serwowania wędlin, do serwowania, kucharski

Widelec – jeden z przyborów ręcznych wchodzących w skład sztućców z zastawy kuchennej, posiadający uchwyt i zębiska. Jest używany do nadziewania, utrzymywania i przenoszenia potraw.

## Historia
Najstarsze, znane, wykonane z kości widelce zostały znalezione w Chinach na stanowiskach archeologicznych kultury Qijia z epoki brązu datowanej na 2400–1900 p.n.e., oraz z czasów dynastii Shang około 1600–1050 p.n.e. Nagrobne ryty w kamieniu z czasów wschodniej dynastii Han w Ta-kua-liang w prowincji Shaanxi przedstawiają osoby używające podwójnych widelców w czasie posiłku. Podobne widelce zilustrowano na dekoracji pieca w innym grobowcu także z czasów wschodniej dynastii Han w prefekturze Suide, prowincji Shaanxi.
W starożytnym Egipcie duże widelce używane były jako przybory kuchenne do gotowania.
Wzmianki o wykorzystywaniu widelców w obrzędach religijnych znajdują się w hebrajskiej Biblii w 1 księdze Samuela. Podobnie zastosowania znane są ze starożytnej Grecji, gdzie zostały opisane w Odysei.
Rozliczne okazy brązowych i srebrnych widelców używanych głównie do przygotowania, rozczłonkowywania i serwowania posiłków zachowały się w muzealnych zbiorach archeologicznych z czasów Imperium Rzymskiego. Choć znany jest także w znaleziskach archeologicznych przykład widelca jako części składanego wielofunkcyjnego narzędzia na kształt dzisiejszych scyzoryków. Rzymskie widelce znane były pod nazwami furcula, fuscina i fuscinula, wszystkie będące zdrobnieniami słowa furca, tj. wideł.
Choć można przypuszczać, że zastosowanie widelców do spożywania pokarmu może sięgać starożytnej Grecji, widelce stołowe rozpowszechniały się najpewniej dopiero we wschodnim Cesarstwie Rzymskim do IV wieku, kiedy to – jak wiemy – były już w powszechnym użytku.

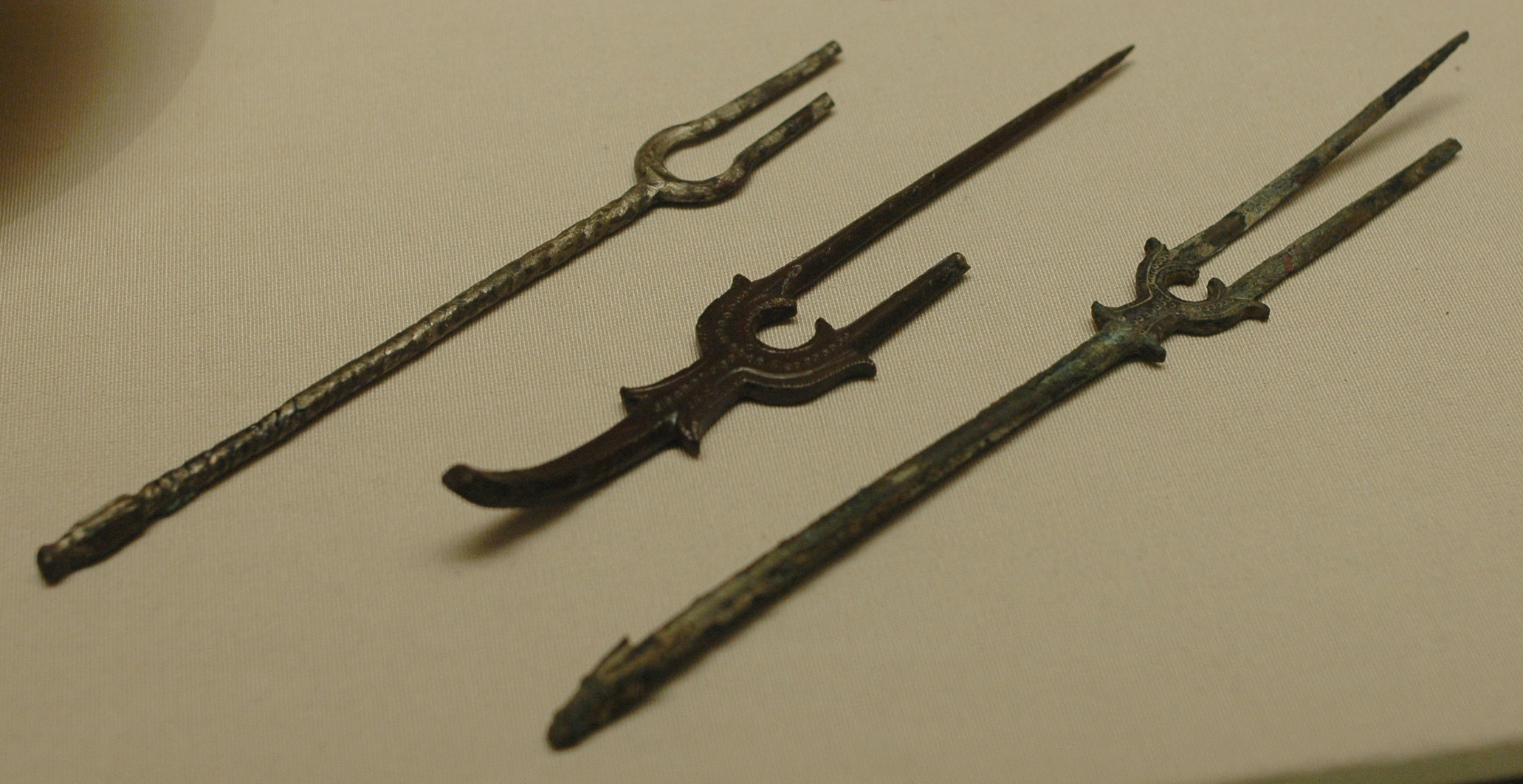
Perskie brązowe widelce z VIII lub IX wieku

W IX stuleciu elity rządzące Persją wykorzystywały podobne narzędzie znane z zapisków pod nazwą barjyn. Zaś już w X stuleciu widelec stołowy był powszechnie wykorzystywany na Bliskim Wschodzie.

### Rozpowszechnienie w Europie
W XI wieku widelce stołowe zaczęły upowszechniać się w kupieckich miastach Włoch – Wenecji, Pizie, Florencji – z racji bliskich związków z Bizacjum mimo oporu części duchownych dostrzegających w nich symbol szatańskich wideł czy zaprzeczenie ludzkiej natury ukształtowanej by jeść rękoma. Św. Piotr Damiani (zm. 1073) w swym dziele De Institutione monialis – zawierającym pierwszą wzmiankę o użyciu widelca stołowego w Europie – przypisał sprzecznemu z naturą używaniu złotego widelca poniesioną w wyniku zarazy śmierć bizantyjskiej księżniczki Marii Argyropouliny (zm. 1007) i jej męża, syna doży weneckiego Piotra II Orseolo. Pomimo przestróg w 1071 widelec ponownie zagościł na przyjęciu weselnym doży Domenico Selvo z bizantyjską panną młodą, co odnotowuje w swej Storia d'Italia Ludovico Antonio Muratori.
Upowszechnianiu widelców we Włoszech sprzyjał także wzrost popularności makaronu, który dużo wygodniej było jeść widelcem niż dotąd używanymi drewnianymi patyczkami. W noweli Il Trecentonovelle z 1392 roku florencki pisarz Franco Sacchetti opisuje zwyczaje niejakiego Noddo, który pochłania makaron szybciej niż jego towarzysze, czym zyskuje sobie określenie buona forchetta (wł. dobry widelec).
Do XIV wieku widelec stał się znany w Italii, a do 1600 był niemal powszechny wśród kupców i klas wyższych. Zgodnie z ówczesną etykietą gość winien zjawiać się z własnym widelcem i łyżką przechowywanych w pudełeczku zwanym cadena. W XV wieku w kuchni rodu Medyceuszy doliczono się 56 srebrnych widelców. W 1536 roku odnotowany został w źródłach wydany przez cesarza Karola V na terenie Italii bankiet, w czasie którego gościom niespotykanie zapewniono gotową zastawę złożoną z noża, widelca i łyżki.
W posagu Katarzyny Medycejskiej, poślubionej królowi Francji, Henrykowi II Walezjuszowi w 1533 znalazły się dziesiątki widelców wykonanych przez renesansowego złotnika Benvenuto Celliniego.
Pojawieniu się widelca na stole zawdzięczamy ewolucję noża stołowego do znanej dziś postaci z zaokrąglonym końcem i raczej tępym ostrzem, bowiem funkcję przytrzymywania pokarmu w czasie krojenia zamiast zaostrzonego noża spełniał teraz widelec. Pierwsze zaokrąglone noże pojawiły się na przyjęciach u kardynała Richelieu, który ok. 1637 nakazał spiłowanie ich końców, aby uniemożliwić swym gościom dłubanie w zębach po posiłku.
Na kontynencie wykorzystanie widelca rozszerzało się powoli zwłaszcza na północy, a Brytyjczycy opierali się mu najdłużej do XVIII wieku traktując go jako zniewieściały, italski wymysł. Mimo – a może dlatego – że ich obalony monarcha Karol I Stuart stwierdził w 1633, że korzystanie z widelca jest uważane za dystyngowane. Podróżnik Thomas Coryat tak pisał w 1611 roku o swych włoskich obserwacjach w książce Crudities Hastily Gobbled Up in Five Months:
“I observed a custom in all those Italian cities and towns, through which I passed that is not used in any other country that I saw in my travels, […] The Italian does always at their meals use a little fork when they cut the meat.”
Spożywanie spaghetti we Włoszech przyczyniło się także do wykształcenia powszechnego obecnie widelca stołowego z czterema zębami, bowiem dzięki bliskiemu ich umiejscowieniu łatwiej było nawijać nań makaron. Innowacji tej dokonał Gennaro Spadaccini, szambelan panującego w 2. połowie XVIII wieku neapolitańskiego króla-smakosza Ferdynanda IV Burbona.

### W Ameryce
W brytyjskich koloniach amerykańskich użycie widelca rozpowszechniło się dopiero w czasach wojny o niepodległość Stanów Zjednoczonych, choć pierwszy opisany przypadek użycia miał miejsce w 1633, gdy John Winthrop, gubernator Massachusetts Bay Colony użył dzielonej łyżki z zestawu sztućców, który otrzymał w prezencie. Zdarzenie to podobnie jak kilkaset lat wcześniej we Włoszech spotkało się z potępieniem duchownych – tym razem purytańskich. Spóźnienie to przełożyło się na odmienną od europejskiej, amerykańską etykietę przy stole, gdzie posiłek spożywa się samym widelcem, używając widelca z nożem jedynie przy krojeniu, tzw. cut-and-switch.
Georg Gärtner, niemiecki jeniec przewieziony do USA w czasie drugiej wojny światowej, któremu udało się zbiec z obozu w Nowym Meksyku i skutecznie ukrywać się przed FBI przez 40 lat, w swych wspomnieniach skarżył się, że bojąc się podejrzeń musiał porzucić europejski sposób korzystania z widelca i noża na rzecz amerykańskiego i techniki cut-and-switch.

### W Polsce
Złote widelce odnotowane były w spisie sprzętów Zygmunta Augusta, którego matka Bona Sforza d’Aragona pochodziła z włoskiego rodu władającego Mediolanem i znana jest ze sprowadzania do Rzeczypospolitej tamtejszych zwyczajów. Można zatem założyć, że na dworze polskim widelce pojawiły w 1518 roku wraz ze ślubem Zygmunta Starego.
„Widelce stołowe upowszechniły się dopiero w Polsce w XVII wieku, a jeszcze w XVIII wieku rzadko bywały trójzębne, tylko dwójzębne, t.j. widełkowate, od czego i nazwę swoją wzięły. [...] Nie idzie jednak zatem, aby i w wiekach dawniejszych widelce nie były używane, zwłaszcza do rozbierania mięsiwa i przez ludzi możnych. Wśród sprzętów Zygmunta Augusta mamy wymienione widelce złote. Tem późnem upowszechnieniem się widelców tłómaczy (sic) się owa dawna konieczność umywania rąk przed i po jedzeniu, jadano bowiem przy pomocy noża, łyżki i palców, jak dotąd jeszcze jadają nawet możni u ludów wschodnich” – tak trudność upowszechnienia widelców w Rzeczypospolitej tłumaczył w encyklopedii Zygmunt Gloger.
Według niektórych źródeł Henryk Walezy (notabene syn wspomnianej Katarzyny Medycejskiej), uciekając z Krakowa w 1574 wywiózł ze sobą także komplet widelców, które miał zobaczyć po raz pierwszy w Polsce, a które we Francji miały być szerzej nieznane. W konsekwencji niektóre źródła przypisują Walezemu upowszechnienie zwyczaju jedzenia sztućcami we Francji.